# نووی هروزنکوو
نووی هروزنکوو (به چکی: Nový Hrozenkov) یک منطقهٔ مسکونی در جمهوری چک است که در ناحیه وستین واقع شده‌است. نووی هروزنکوو ۴۳٫۵۷ کیلومتر مربع مساحت و ۲٬۷۱۸ نفر جمعیت دارد و ۴۵۳ متر بالاتر از سطح دریا واقع شده‌است.